# Balduina

[...] Larga y sutil zona de vapores atravesada de cipreses del Monte Mario, come capigliature fluenti en una pátina de bronce.
Gabriele D'Annunzio, "Il piacere", 1889

Balduina es un área urbana puesta en el XIV Municipio en el ayuntamiento de Roma.
Pertenece al 14° barrio de la ciudad, el Q.XIV, conocido como: Trionfale.

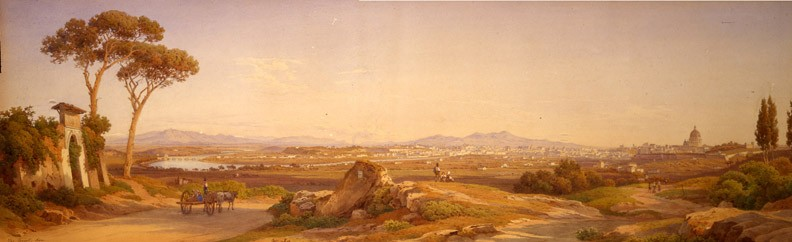
Vista de Roma desde la calle Trionfale y cerca del convento de la Virgen del Rosario. A mano izquierda el arco que lleva a la Villa Mellini, ahora un observatorio astronòmico.
Pintura al óleo de Salomon Corrodi, 1876.

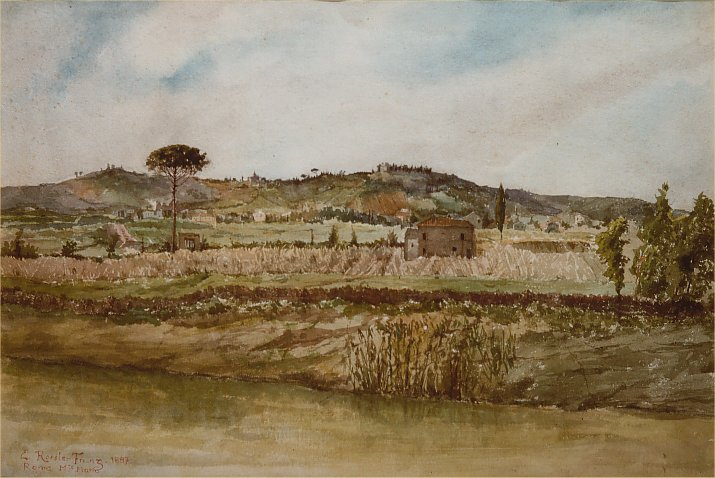
Lado norte-oriental de Balduina de la orilla del Tíber a los Prati di Castello.
Pintura al óleo de Ettore Roesler Franz (Roma, 1845-1907).

Puesta en el lado sur de Monte Mario, Balduina, es el punto más alto de Roma (139 m s. n. m.) .
Es una comunidad de 42.000 personas

## Villas históricas
- Casale Ciocci, hecha por Baldassarre Peruzzi en el siglo XVI.

- Villa Stuart, hecha en el siglo XVII y propiedad de Emmeline Stuart-Wortley y Lord Allen desde el siglo XIX.

- Villa Monte Mario, desde el siglo XIX propiedad de Bernard Blumensthil, fiduciario alsaciano por la Santa Sede (Sancta Sedes).

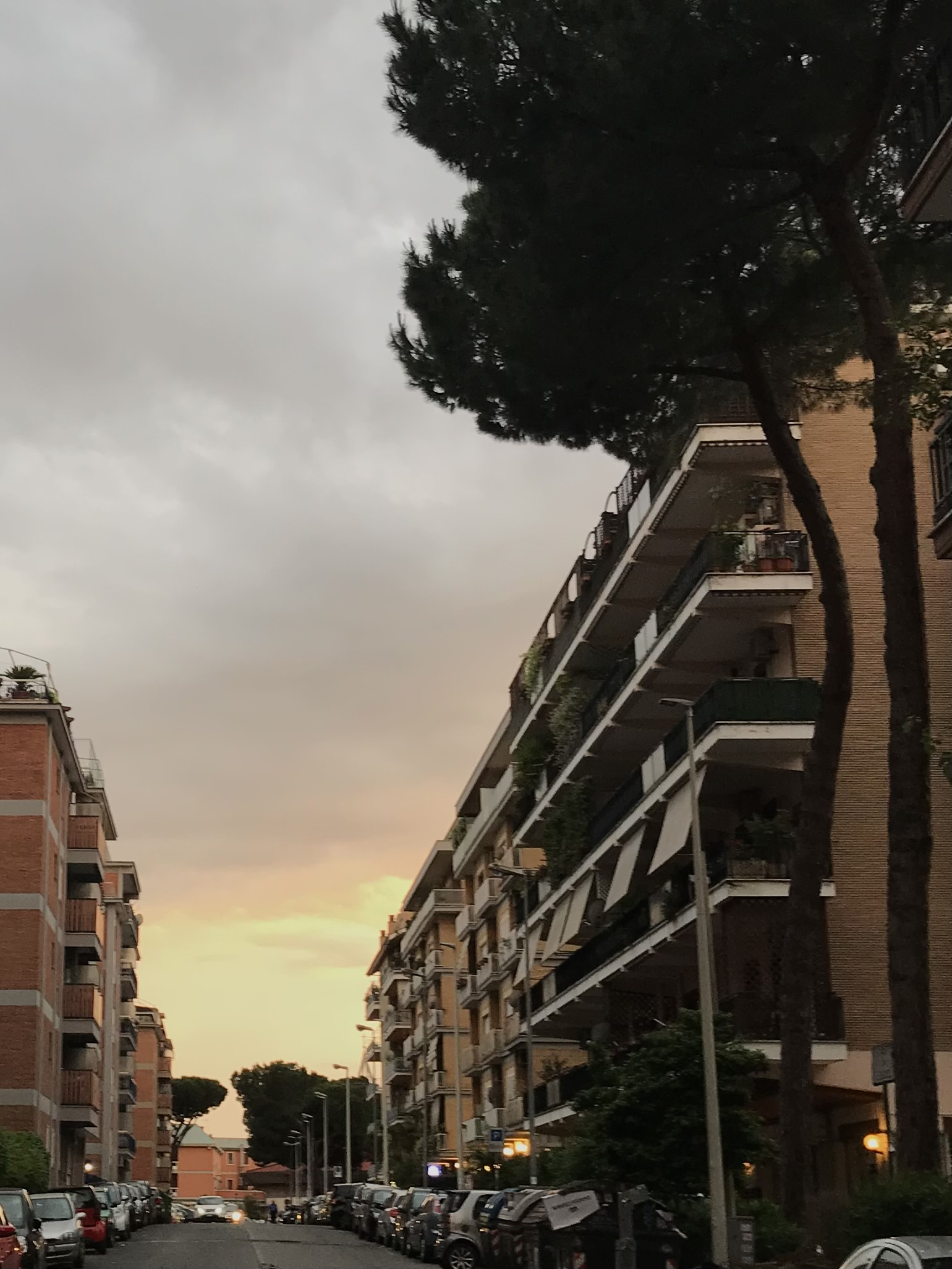
Balduina

- Villa Miani

## Iglesias
- Santa Paola Romana, en via Duccio Galimberti.
- Santa Maria Stella Matutina, en via Lucilio.
- San Pio X, en via Attilio Friggeri.
- San Fulgenzio, en via della Balduina.
- Iglesia Jesús Divino Maestro, area Columbus (Balduina), en Via Vittorio Montiglio.

## Transportes
FR3: línea urbana y regional de ferrocarriles. 
Líneas de buses: 907, 913, 991 and 999.